# اسپنسر تورین
اسپنسر تورین (انگلیسی: Spencer Turrin؛ زادهٔ ۲۹ اوت ۱۹۹۱) قایقران روئینگ اهل استرالیا است.
وی در مسابقات کشوری و بین‌المللی در مجموع برندهٔ ۳ مدال طلا، ۲ مدال نقره، ۱ مدال برنز شده‌است.